# Непрямий відмінок
У граматиці: непрямий відмінок — це будь-який відмінок, окрім називного.
Іменник або займенник у непрямому відмінку зазвичай виступає в будь-якій ролі, крім підмета, для якого використовується називний відмінок.
В сучасних довідниках із граматики англійської мови непрямий відмінок (oblique case) часто називають об'єктним (objective case): він витіснив давальний і знахідний відмінки давньоанглійської мови. Коли ці два терміни протиставляють, їх розрізняють за здатністю слова в непрямому відмінку функціонувати як посесив; інакше кажучи, те, яким є в англійській мові відмінок — непрямим чи об'єктним, залежить від того, наскільки правильними чи поширеними вважаються діалекти, де використовується таке вживання.
Непрямому відмінку часто протиставляють непозначений відмінок — наприклад, в англійській мові займенники him і them порівняно з їхніми називними формами he і they. Однак термін «непрямий» використовується також для мов, у яких немає називного відмінка, як-от ергативно-абсолютні мови. У північно-західних кавказьких мовах, наприклад, маркер непрямого відмінка служить для позначення ролей ергативу, дативу та аплікативу; на відміну від них, абсолютив не позначається.

## Українська мова
В українській мові непрямими відмінками є родовий, давальний, знахідний, орудний, місцевий та кличний (останній іноді вважають прямим)

## Англійська мова
Об'єктний відмінок позначається в англійських особових займенниках і виконує роль, аналогічну знахідному й давальному відмінкам інших індоєвропейських мов. Ці форми часто називають об'єктними займенниками. Вони виконують різноманітні граматичні функції, яких вони не виконують у мовах, де ці дві категорії розрізняються. Приклад використання об'єктного займенника першої особи однини me:
- У ролі знахідного відмінка (акузатива) при прямому додатку:

Do you see me?
The army sent me to Korea.
- У ролі давального відмінка (датива) при непрямому додатку:

Kim passed the pancakes to me.
Kim passed me the pancakes.
- У ролі прийменникового займенника[en] (але не присвійного):

That picture of me was blurry.
- У ролі зв'язки[en]-дейксису:

[Показуючи на фотографії] This is me on the beach.
- У буттєвих реченнях[en] (іноді, але не завжди, замінюваних номінативом — у дуже офіційному стилі)[6]:

It's me again.
(пор.: Once again, it is I. [формально])
Who is it?—It's me.
(пор.: It is I [до кого ви говорите].)
It's me who should fix it.
(пор.: Since I made it, it is I who should fix it.)
- У ролі називного відмінка з присудком або дієслівним еліпсом:

Who made this bicycle?—Me.
(пор.: Who made this bicycle?—I did.)
I like him.—Hey, me too.
(пор.: I like him.—Hey, I do too.)
Who's gonna clean up this mess?—Not me!
- У сурядних номінативних конструкціях:

Me and him are going to the store. (тільки в розмовному мовленні)
(пор.: Is he going? Yes, he and I are going.)
- У ролі розділового займенника[en], як маркер теми:

Me, I like French.
Займенник me не відмінюється в інший спосіб у жодному з цих вживань; натомість він використовується для всіх граматичних відносин, крім родового відмінка володіння (у стандартній англійській мові) і нерозділового називного відмінка як підмет.
- Його також можна використовувати для надання комедійного ефекту відвертої помилки (як просторіччя, піджин, дитячий лепет чи іноземців або «ламана англійська[en]»):

[Говорить Коржик] Me so hungry.
(У цьому прикладі з подібним ефектом використовується також видалення зв'язки.)

## Болгарська мова
У болгарській, аналітичній слов'янській мові, також є форма непрямого відмінка для займенників: Роль давального відмінка:
- Дай той м'яч мені. — Дай тази топка на мен.

Цей непрямий відмінок є реліктом первісної, складнішої праслов'янської системи відмінків іменників. У болгарській мові є рештки інших відмінків, наприклад кличний відмінок для прямого звертання.

## Гіндустані
У гіндустанських мовах (гінді та урду) іменники, займенники та післязайменники мають непрямий відмінок, який служить виключно для позначення граматичних відмінкових ролей за допомогою післязайменників, які позначають відмінки. Непрямий відмінок у них подібний до кличного. Деякі приклади парадигм відмінювання наведено в таблицях нижче:
| Відмінок | Відмінок   | 1P      | 2P      | 3P    |
| -------- | ---------- | ------- | ------- | ----- |
| Називний | Називний   | मैं ma͠i   | तू tū    | ये ye  |
| Непрямий | Ергативний | मैं ma͠i   | तू tū    | इस is |
| Непрямий | Регулярний | मुझ mujh | तुझ tujh | इस is |

| Відмінок | Чоловічого роду | Чоловічого роду | Жіночого роду | Жіночого роду |
| Відмінок | Однина          | Множина         | Однина        | Множина       |
| -------- | --------------- | --------------- | ------------- | ------------- |
| Називний | लड़का laṛkā       | लड़के laṛke       | लड़की laṛkī     | लड़कियाँ laṛkiyā̃  |
| Непрямий | लड़के laṛke       | लड़कों laṛkõ       | लड़की laṛkī     | लड़कियों laṛkiyõ  |

| Відмінок | Чоловічого роду | Чоловічого роду | Жіночого роду | Жіночого роду |
| Відмінок | Однина          | Множина         | Однина        | Множина       |
| -------- | --------------- | --------------- | ------------- | ------------- |
| Називний | का kā            | के ke            | की kī          | की kī          |
| Непрямий | के ke            | के ke            | की kī          | की kī          |

## Курдська мова
У курдській мові є непряма форма займенників, об'єктів та конструкцій з ізафетом.

## Французька мова
У давньофранцузькій мові були називний і непрямий відмінки, які називалися відповідно cas sujet і cas régime.
У сучасній французькій мові ці два відмінки майже повністю злилися, і для більшості іменників як єдина форма зберігся cas régime. Наприклад, слово conte (граф, граф)":
- Давньофранцузька:
  - Називний: li cuens (однина), li conte (множина)
  - Oblique: le conte (однина), les contes (множина)
- Сучасна французька:
  - le conte (однина), les contes (множина)

У деяких випадках збереглися і cas sujet, і cas régime, але в сучасній французькій мові вони утворили два іменники з різними значеннями. Наприклад, сьогодні copain означає «друг», а compagnon означає «компаньйон», але в старофранцузькій це були різні відміни одного іменника.